# Aplodontoidea
Super-famille
Les Aplodontoidea forment une super-famille de rongeurs fossiles.

## Liste des familles
Selon Paleobiology Database (13 avril 2015) :
- Mylagaulidae